# Луїза Оранж-Нассауська (1770–1819)
Фредеріка Луїза Вільгельміна Оранж-Нассауська (нід. Frederica Louise Wilhelmina van Oranje-Nassau; 28 листопада 1770 — 15 жовтня 1819) — донька штатгальтера Голландії Вільгельма V та прусської принцеси Вільгельміни, дружина спадкоємного принца Брауншвейг-Вольфенбюттелю Карла.

## Біографія

### Молоді літа
Народилась 28 листопада 1770 року в Гаазі. Була старшою з виживших дітей штатгальтера Голландії Вільгельма V та його дружини Вільгельміни Прусської. Мала молодших братів Віллема та Фредеріка. Протягом життя підтримувала тісний зв'язок з батьками та братами.

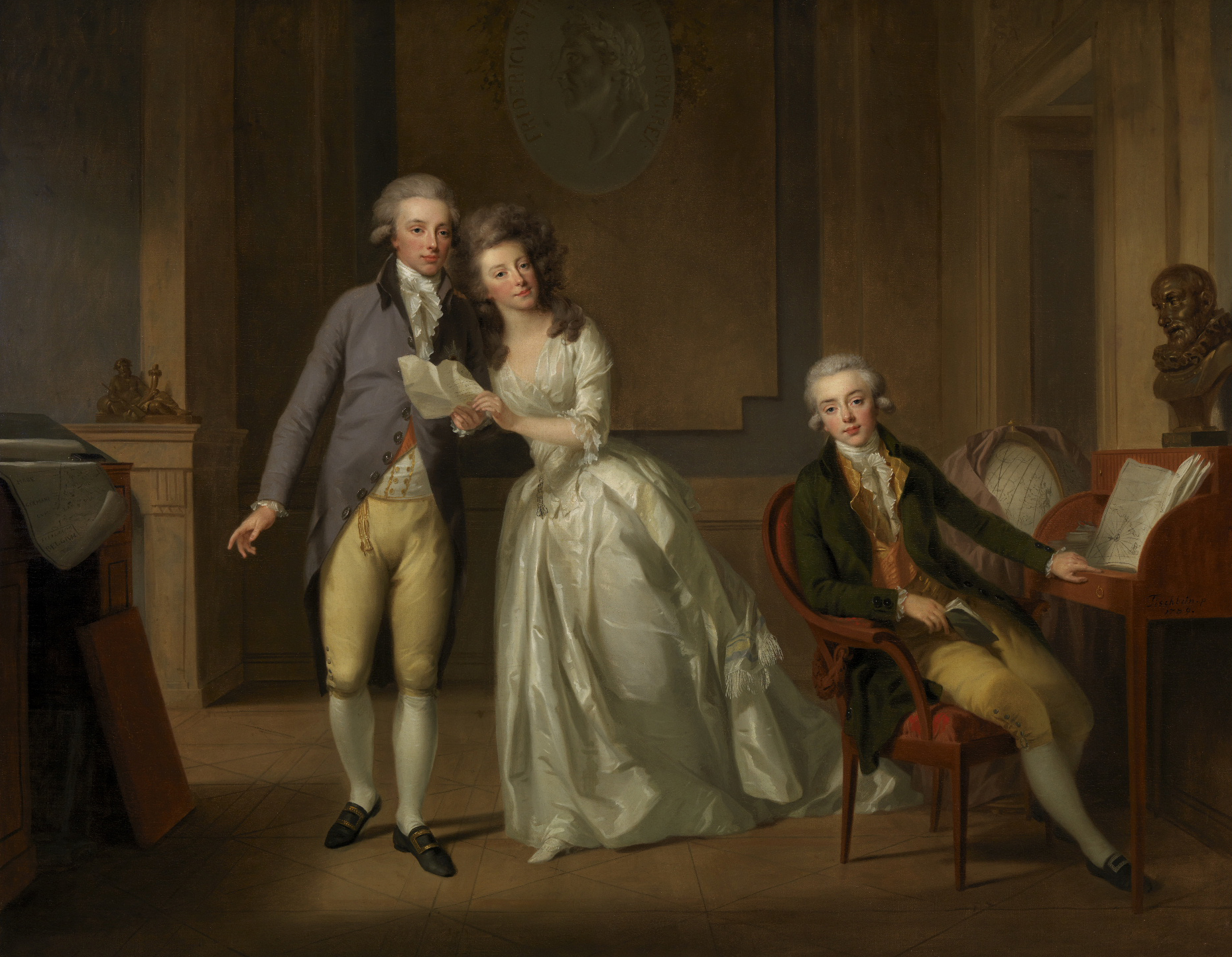
Луїза з братами, 1790

В родинному колі дівчинку кликали Лулу. Матір особисто керувала її вихованням. Гувернанткою Луїзи була Викторія Е. Голлард, професор Герман Толліус, наставник її братів, також давав дівчинці уроки. Вивчала як французьку, так і голландську мови. Музиці та співу її навчав придворний клавесиніст Йоганнес Коліцці, він же присвятив принцесі кілька своїх творів. Відвідувала Французький театр, була присутньою на виступах португальської співачки Луїзи Рози Тоді. У домашньому колі популярною була постановка п'єс. Луїза заохочувалася виражати свої почуття у писемному вигляді, наслідком чого стало її обширне листування з членами родини. Також листувалася з колишніми вчителями. Листи принцеси часто мали релігійний підтекст.
Ймовірним нареченим дівчини був її кузен Фрідріх Вільгельм Прусський, спадкоємець престолу. Однак, у 1789 році князь Брауншвейг-Вольфенбюттелю Карл Вільгельм Фердинанд зробив офіційну пропозицію від імені свого старшого сина Карла. Принц був сліпим і розумово відсталим, проте зберігав права престолонаслідування. Батьки надали Луїзі свободу вибору, але вона чудово розуміла, що наречених відповідної віри та статусу мало. Її майбутнє як королеви забезпечувалося шлюбом зі спадкоємним принцом престижного королівського дому.

### Шлюб

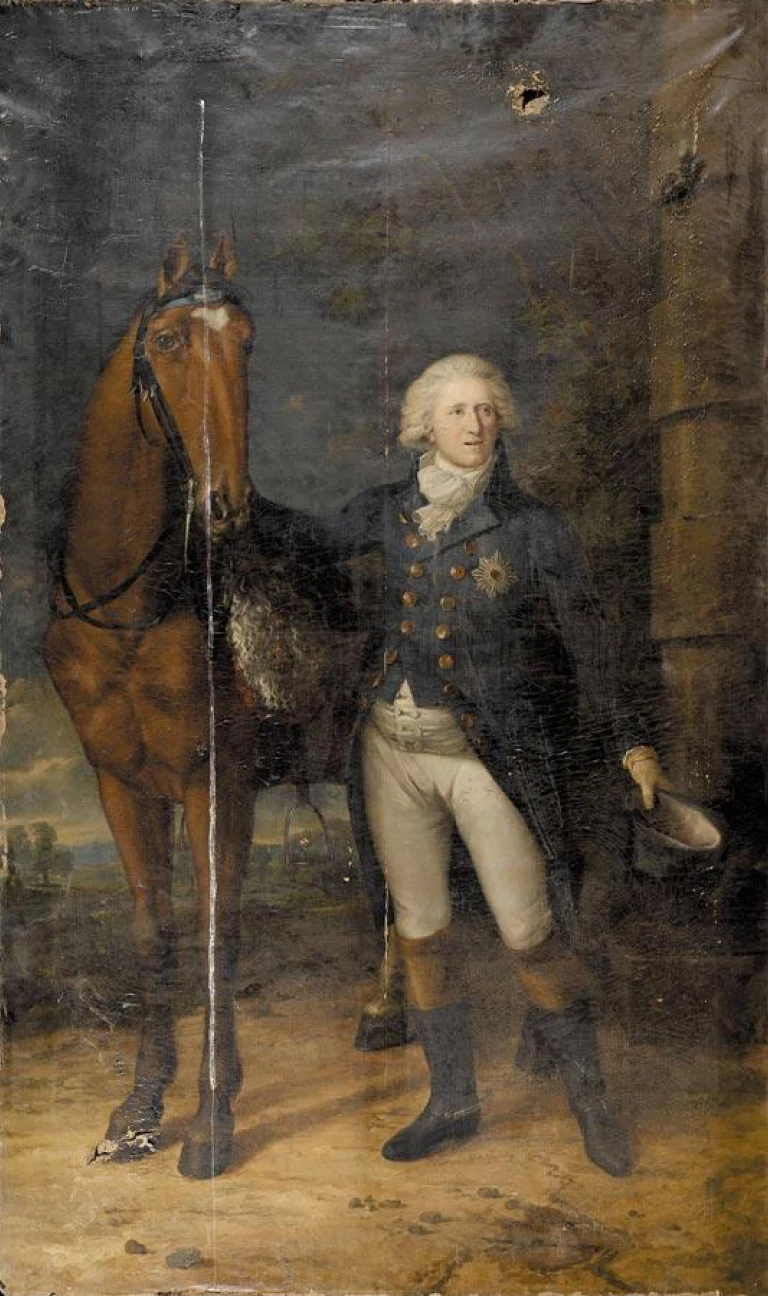
Портрет Карла пензля Ф. Ґ. Вайча

У 19 років принцеса стала дружиною 24-річного Карла Брауншвейг-Вольфенбюттельського. Весілля пройшло 14 жовтня 1790 в Гаазі. Оселилися молодята у Брауншвейзі. На новій батьківщині Луїза нудьгувала за домом, їй не вистачало культурного життя Гааги та втомлювало неробство. Матір вказувала їй на необхідність пристосування й, особливо, на обов'язки та відповідальність, які тягне за собою шлюб. Багаторазові візити до родини та родичів до неї розраджували життя спадкоємної принцеси. У 1795 році французи окупували Голландію, і правляче сімейство було змушене залишити країну. Луїза після цього втратила голландську ренту та потрапила у фінансову залежність від родичів Карла.
Для чоловіка була скоріше опікункою, ніж дружиною. В той же час, не шкодувала, що їхній шлюб виявився бездітним, хоча, через відсутність нащадків, Карл відмовився від прав на престол на користь молодшого брата. Шведська принцеса Ядвіґа Шарлотта Гольштейн-Готторпська, яка відвідала родину у серпні 1799 року, писала, що Луїза «чарівна, лагідна, мила, дотепна та розумна, не красуня, але все-таки дуже гарненька. Крім того, кажуть, що вона напрочуд добра до свого нудного чоловіка.» Про Карла жінка зауважувала: «Спадкоємний принц, кремезний і товстий, майже сліпий, дивний — якщо не сказати, недоумкуватий — намагається наслідувати свого батька, але лише робить себе штучним і неприємним. Він люб'язний, але бідолаха, любить свою дружину до поклоніння і повністю підкоряється їй.»
Після відмови Карла від трону, престиж та вплив Луїзи при дворі зменшилися. Після смерті батька у квітні 1806 року, матір переїхала до неї у Брауншвейг. Але вже у вересні того року пішов з життя і Карл Брауншвейг-Вольфенбюттельський.

### Вдівство

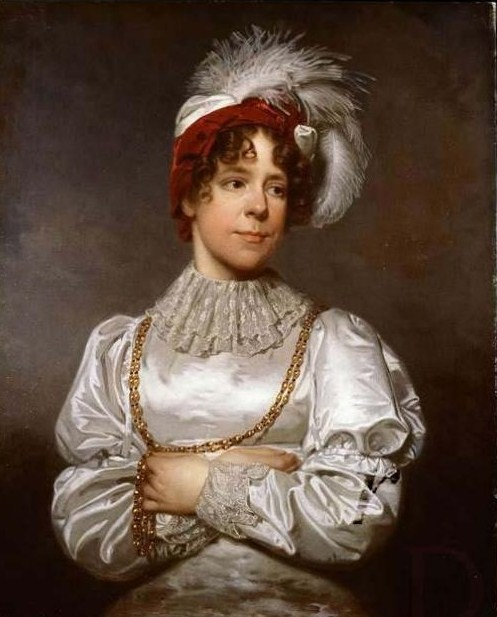
Портрет пензля С. Х. Ходжеса, 1815

Через наступ французьких військ матір і донька були змушені залишити Брауншвейг. Після значних поневірянь, вони у листопаді 1807 року прибули до Берліну. Там вони оселилися у Віллема Оранського в «Niederlanddische Palast». Влітку мешкали у маєтку Шенхаузен, який король Пруссії запропонував Вільгельміні в борг у 1810 році.
З проголошенням у 1813 році Віллема спадкоємним принцом Нідерландів, Луїза змогла повернутися на батьківщину. 10 січня 1814 року вона разом із матір'ю прибула до Нідерландів. Після нетривалого перебування в Lange Voorhout принцеси жили поперемінно в Гаазі та літній резиденції Paviljoen Welgelegen у Харлемі. У 1817 році Луїза здійснила поїздку до Брауншвейгу, Берліну та Веймару, аби відвідати сім'ю та друзів.
Після нетривалої хвороби померла 15 жовтня 1819 року, на дев'ять місяців раніше своєї матері. Була похована 28 жовтня 1819 року у новій крипті Нової церкви Делфту.